# Baseball Canada
La Federazione canadese di baseball (eng. Baseball Canada) è un'organizzazione fondata nel 1964 per governare la pratica del baseball e del softball in Canada.
Organizza il campionato maschile e di softball femminile, e pone sotto la propria egida la nazionale maschile e di softball femminile.